# 임인택
임인택(林寅澤, 1940년 6월 8일 ~ 2020년 9월 20일)은 대한민국의 제35대 교통부 장관과 제10대 건설교통부 장관을 역임한 공무원이다. 본관은 나주이며, 전라남도 순천시 출생이다.

## 학력
- 1956 ~ 1958년: 순천고등학교
- 1958 ~ 1963년: 서울대학교 법과대학 졸업

## 경력
- 1962년: 제13회 고등고시 행정과 합격
- 1988년 3월 5일 ~ 1988년 12월 13일: 제5대 공업진흥청장
- 1990년 12월 27일 ~ 1992년 3월 31일: 제35대 교통부 장관
- 2001년 9월 29일 ~ 2003년 2월 26일: 제10대 건설교통부 장관

## 가족 관계
- 배우자: 박경희
  - 딸: 임효진, 임남희
    - 사위: 강기원, 김훈

  - 아들: 임경묵, 임태훈
    - 며느리: 최윤선, 이경은